# Émile Mbouh
Émile Mbouh est un footballeur international camerounais né le 30 mai 1966 à Douala.

## Clubs successifs
- Union sportive de Douala (USD)
- 1988-1989 :  Le Havre AC
- 1989-1990 :  CS Chênois
- 1990-1991 :  Vitória Guimarães
- 1991-1992 :  Benfica Castelo Branco
- 1993-1994 :  Qatar SC
- 1995-1996 :  Perlis FA
- 1997 :  Tanjong Pagar United FC
- 1997 :  Kuala Lumpur FA

## Palmarès
- Coupe du Cameroun de football 1985
- Coupe d'Afrique des nations 1988
- Coupe Afrique-Asie 1985